# Wojciechów (Lwówek Śląski)
Pour les articles homonymes, voir Wojciechów.
Wojciechów est une localité polonaise de la gmina de Lubomierz, située dans le powiat de Lwówek Śląski en voïvodie de Basse-Silésie.